# Pantoja, Guerrero
Pantoja är en ort i Mexiko.   Den ligger i kommunen Coyuca de Catalán och delstaten Guerrero, i den södra delen av landet, 230 km sydväst om huvudstaden Mexico City. Pantoja ligger 377 meter över havet och antalet invånare är 201.
Terrängen runt Pantoja är kuperad åt sydväst, men åt nordost är den platt. Runt Pantoja är det glesbefolkat, med 8 invånare per kvadratkilometer. Närmaste större samhälle är Paso de Arena, 7,0 km nordost om Pantoja. Omgivningarna runt Pantoja är en mosaik av jordbruksmark och naturlig växtlighet.